# Мільйонер мимоволі
«Мільйонер мимоволі» (англ. Mr. Deeds)  — комедійний фільм 2002 року, ремейк фільму 1936 року «Містер Дідс переїжджає до міста», який своєю чергою був знятий за оповіданням Кларенса Бадінгтона Келанда.

## Сюжет
Мультимільярдер Престон Блейк помирає, не залишивши заповіту. Рада директорів його фірми з'ясовує, що у нього є далекий родич Лонгфелло Дідс, якого для оформлення спадкових документів з маленького американського містечка доставляють до Нью-Йорку.

## У ролях
| Актор           | Роль                                           |
| --------------- | ---------------------------------------------- |
| Адам Сендлер    | Лонгфелло Дідс                                 |
| Вайнона Райдер  | Бейб Беннет, репортерка/ Пем Довсон, медсестра |
| Пітер Галлагер  | Чак Седар, директор фірми                      |
| Джаред Гарріс   | Мак Макгрет, керівник Inside Access            |
| Аллен Коверт    | Марті, молодший репортер                       |
| Ерік Аварі      | Сесіл Андерсон, член ради директорів           |
| Джон Туртурро   | Еміліо Лопес                                   |
| Пітер Данте     | Мерф, друг Дідса                               |
| Кончата Феррелл | Джен, друг Дідса                               |
| Стів Бушемі     | Божевільні Очі, друг Дідса                     |
| Гарві Преснелл  | Престон Блейк                                  |

## Критика
Фільм отримав багато несхвальних відгуків: Rotten Tomatoes дав оцінку 22% на основі 153 відгуків від критиків і 59% від більш ніж 250 000 глядачів. На антинагороду «Золота малина» були номіновані Вайнона Райдер, як «найгірша акторка», Адам Сендлер, як «найгірший актор», та увесь фільм, як «найгірший ремейк або сиквел». Фільм, проте́, зібрав понад 170 мільйонів доларів у світовому прокаті.